# Samsung Galaxy S Advance
Il Samsung Galaxy S Advance, anche conosciuto come Samsung Galaxy S II Lite, è uno smartphone prodotto da Samsung annunciato a gennaio 2012, e reso disponibile da aprile dello stesso anno. Fa parte della serie Samsung Galaxy.

## Caratteristiche tecniche

### Hardware
Il Galaxy S Advance presenta uno schermo da 4 pollici di tipo Gorilla Glass. Sul retro, la scocca è in plastica. Il display Super AMOLED multi-touch e capacitivo leggermente curvo da 16 milioni di colori possiede 800×480 pixel di risoluzione e una densità di pixel di 233 PPI. Lo smartphone è dotato di sensore di luce ambientale per regolare la luminosità dello schermo automaticamente, sensore di prossimità per le chiamate vocali, giroscopio e accelerometro. La fotocamera esterna da 5 MP con flash LED e autofocus permette di riprendere video in HD con risoluzione fino a 720p a 30 fps. La fotocamera interna possiede una risoluzione di 1,3 MP. Lo smartphone è disponibile nella versione da 8 o da 16 GB. I dati vengono memorizzati su una memoria flash integrata ed è possibile espandere la memoria con microSD fino a 32 GB. Il telefono integra un processore ARM Cortex-A9 dual-core Novathor U8500. Il dispositivo, inoltre, possiede 768 MB di RAM e una GPU ARM Mali-400 MP. Il telefono monta una batteria agli ioni di litio da 1500 mAh estraibile e ricaricabile tramite USB o alimentatore. L'autonomia della batteria è di 500 ore in standby e 7 ore in conversazione.

### Software
Il telefono è equipaggiato nativamente con la versione di Android 2.3.6 Gingerbread ed interfaccia TouchWiz 4.0; in seguito, il 24 giugno 2013 è stato reso disponibile un aggiornamento alla versione 4.1.2 Jelly Bean con TouchWiz Nature UX nella sua prima versione.

## Scheda tecnica

### Dimensioni
- Altezza: 123,2 mm
- Larghezza: 63 mm
- Spessore: 9,7 mm
- Peso: 120 g

### Display
- Tipo: Super AMOLED
- Display: Multi-touch e capacitivo Gorilla Glass
- Dimensioni: 4"
- Risoluzione: 800 x 480 pixel
- Colori: 16 milioni

### Hardware
- CPU: ARM Cortex-A9 dual-core Novathor U8500
- Frequenza CPU: 1 GHz
- GPU: Mali-400 MP
- Memoria RAM: 768 MB
- Memoria interna: 8/16 GB (espandibile con MicroSD fino a 32 GB)

### Fotocamera
- Fotocamera esterna: 5 megapixel
- Risoluzione massima: 2592 x 1944 pixel
- Messa a fuoco: Autofocus
- Flash: LED
- Zoom digitale: 4x (disponibile solo nella versione 4.1.2 Jelly Bean)
- Risoluzione video: 1080 x 720 pixel (720 pixel HD) a 30 fps
- Fotocamera interna: 1,3 megapixel

### Rete
- Rete cellulare: GSM Quad-band 850/900/1800/1900
- Tipo SIM: SIM normale

### Connettività
- Rete dati: GPRS, EDGE, UMTS, HSDPA (14,4 Mbps), HSUPA (5,76 Mbps)
- GPS: A-GPS
- Wi-Fi: 802.11b/g/n
- Bluetooth: Bluetooth 3.0
- Connettore: Micro-USB 2.0
- NFC (solo per il modello GT-I9070P)
- Tethering e Router Wi-Fi

### Batteria
- Tipo: ioni di litio
- Capacità: 1500 mAh

## Problemi
Dopo l'aggiornamento ad Android 4.1.2 Jelly Bean, molti utenti hanno riscontrato rallentamenti e blocchi durante l'uso del dispositivo, oltre ad una autonomia più limitata rispetto a quando lo smartphone utilizzava il sistema operativo Android 2.3 Gingerbread.